# Pop francés
Pop francés es la música pop cantada en idioma francés. Es usualmente interpretada por cantantes de Francia, Bélgica, Quebec, o de alguna de las otras áreas francófonas del mundo. La audiencia objetivo es el mercado francófono (principalmente Francia), que es considerablemente más pequeño y en gran medida independiente del mercado anglófono.

## Historia
Los primeros estilos de música pop francesa que surgieron fueron el rock francés y el yeyé, originados en Francia durante los sesenta. Ellos fueron influenciados por el rock and roll de los cincuenta y eran del estilo angloestadounidense. En los primeros días, este estilo de pop francés era fácilmente distinguible de la música francesa temprana llamada chanson. Eventualmente el primer pop francés y el estilo chanson se cruzaron y combinaron, formando la música pop francesa de hoy.

## Radio en Francia
La música pop francesa puede ser oída en radio estaciones en Francia, tales como RTL 2, Virgin Radio (formalmente Europe 2), Radio Nova, Chérie FM, y otros. (Hay radio estaciones francófonas fuera de Francia, pero las de Francia son las más influyentes con respecto al pop francés.) Además de pop francés, estas radio estaciones colocan música pop en inglés, pop latino, pop italiano, y música popular africana dependiendo de la estación.
Las radio estaciones en Francia están obligadas a colocar por lo menos el 40 % de sus canciones en francés, durante el horario prime. La Modificación Pelchat francesa de la Ley de Reforma de la Radiodifusión de 1994 es la ley que requiere esto.
Hay estudios que correlacionan el tiempo de reproducción de las radio estaciones con los álbumes vendidos.

## Artistas de pop francés
| - AaRON - Adamo - Alizée - Anaïs - Keren Ann - Dick Annegarn - Arno - Hugues Aufray - Charles Aznavour - Joséphine Baker - Daniel Balavoine - Barbara - Alain Bashung - Axel Bauer - Bénabar - Amel Bent - Brigitte Bardot - Michel Berger - Benjamin Biolay - Jane Birkin - Isabelle Boulay - Mike Brant - Georges Brassens - Jacques Brel - Patrick Bruel - Carla Bruni - Bertrand Burgalat - Cali - Calogero - Francis Cabrel - Alain Chamfort - Manu Chao - Éric Charden - Robert Charlebois - Louis Chedid - Matthieu Chedid - Christophe - Julien Clerc - Riccardo Cocciante - Annie Cordy - Nicole Croisille - Etienne Daho - Dalida - Joe Dassin - Gérald De Palmas - Vincent Delerm - Michel Delpech - Céline Dion - Julien Doré - Claude Dubois | - Jacques Dutronc - Lara Fabian - Mylène Farmer - Jean-Pierre Ferland - Jean Ferrat - Nino Ferrer - Thomas Fersen - Liane Foly - Maxime Le Forestier - Claude François - Michel Fugain - Serge Gainsbourg - France Gall - Garou - Jean-Jacques Goldman - Juliette Gréco - Johnny Hallyday - Françoise Hardy - Harmonium - Jacques Higelin - Indochine - Les Innocents - Michel Jonasz - Patrick Juvet - Philippe Kateriney - Kyo - Marie Laforet - Serge Lama - Bernard Lavilliers - Daniel Lavoie - Marc Lavoine - Maxime Le Forestier - Lynda Lemay - Gérard Lenorman - Nolwenn Leroy - Louise Attaque - Les Surfs - Renan Luce - Christophe Maé - Mano Solo - Maurane - Eddy Mitchell - Nana Mouskouri - Georges Moustaki - Niagara - Yannick Noah - Claude Nougaro - Offenbach - Pascal Obispo - Michel Pagliaro | - Florent Pagny - Vanessa Paradis - Kevin Parent - Mario Pelchat - Bruno Pelletier - Phoenix - Édith Piaf - Michel Polnareff - Raphaël - Axelle Red - Serge Reggiani - Renaud - Ginette Reno - Les Rita Mitsouko - Dick Rivers - Kate Ryan - Henri Salvador - Marcel Amont - Véronique Sanson - Michel Sardou - Hélène Ségara - Sheila - William Sheller - Shy'm - Mano Solo - Natasha St-Pier - Superbus - Têtes Raides - Tahiti 80 - Téléphone - Sébastien Tellier - Tété - Cœur de pirate - Michèle Torr - Charles Trenet - Tryo - Sylvie Vartan - Roch Voisine - Laurent Voulzy - Andrée Watters - Christophe Willem - Nanette Workman - Yelle - Zazie - Zebda - Zaze - Julie Zenatti - Zoë Straub - Pomme |

Maríe laforêt